# Обавештајно-безбедносни систем Републике Србије
Почеци организације војнообавештајне службе у Србији везују се за 1884. годину и Уредбу о ђенералштабној струци, којом је установљено да руководећи и извршни орган војнообавештајне службе буде Спољни одсек Оперативног одељења Ђенералштаба. Новом уредбом од 1902. године преименован је у Извештајни одсек Операцијског одељења. У току Првог светског рата, од Главног ђенералштаба формиран је Штаб Српске врховне команде, а Извештајни одсек Операцијског одељења постао је Обавештајни одсек Оперативног одељења Врховне команде. Послови који су додељени одељењу јесу: израда студија о страним државама и војскама и прикупљање података, одржавање везе са страним војним мисијама и изасланицима и организација рада на сузбијању непријатељских делатности у намери прикупљања података о нашој држави и војсци.
Након завршетка рата и стварања Краљевине Срба, Хрвата и Словенаца, касније Краљевине Југославије, војнообавештајну делатност обављало је Обавештајно одељење Главног генералштаба Војске Краљевине Југославије, које је имало како обавештајну, тако и контраобавештајну компоненту.
Цивилна обавештајно-безбедносна служба постојала је у оквиру Министарства унутрашњих послова, чије је Одељење за државну заштиту, од 1920. године, чинило окосницу обавештајно-безбедносног рада. Након шестојануарске диктатуре, унутар МУП формирана је Дирекција националне безбедности, чији главни задатак јесте био борба против политичких противника режима и коју је сачињавало три одељења: политичко, специјално обавештајно одељење за државну заштиту и одељење специјалне безбедности. Након Другог светског рата, Југославија је имала веома развијене обавештајнобезбедносне службе. У војсци је постојала обавештајна и контраобавештајна служба, док су цивилне службе биле организоване у оквиру Савезног секретаријата за унутрашње послове и републичких секретаријата. Поред тога, постојале су обавештајна служба и служба безбедности у оквиру Савезног секретаријата за иностране послове. Као што се да закључити из раније наведеног, обавештајно-безбедносна делатност била је подељена између савезне државе и република чланица, нарочито након 1966. године (Брионског пленума и обрачуна с Леком Ранковићем) и Устава из 1974. године.
Савезна република Југославија, односно Државна заједница Србија и Црна Гора, имала је четири обавештајно-безбедносне службе, од којих су две биле у оквиру Министарства одбране (Војнообавештајна и Војнобезбедносна агенција), а две у Министарству спољних послова (Служба за истраживање и документацију и Служба безбедности). Државе чланице су унутар Министарства унутрашњих послова имале хибридне обавештајно-безбедносне службе, које су се касније развиле у самосталне владине агенције: Агенција за националну безбједност у Црној Гори и Безбедносно-информативна агенција у Србији. (Драгишић, (2011), pp. 232–233)

## Организација обавештајно-безбедносног система
Након распада заједнице са Црном Гором и усвајања новог Устава, 2007. године донет је Закон о основама уређења служби безбедности Републике Србије (нејасно је зашто се у називу не помињу и обавештајне службе), који, као што му име каже, уређује основе обавештајно-безбедносног система Републике Србије, усмеравање и усклађивање рада служби безбедности у Републици Србији, као и надзор над њиховим радом.
Службе делују на основу и у оквиру Устава, закона, других прописа и општих аката, стратегије националне безбедности, стратегије одбране и утврђене обавештајнобезбедносне политике Републике Србије. Припадници служби су дужни да поступају у складу са Уставом, законом, другим прописима и општим актима, према правилима струке, непристрасно и политички неутрално и забрањено им је чланство у политичким партијама.
Службе безбедности су: Безбедносно-информативна агенција, као посебна организација и Војнобезбедносна агенција и Војнообавештајна агенција, као органи управе у саставу Министарства одбране. Оне имају статус правних лица. Статус служби у оквиру Министарства спољних послова (СИД и СБ) се не помиње, што би требало да значи да су оне потпуно укинуте.
Закон утврђује Савет за националну безбедност, који је већ био формиран уредбом Владе, као и Биро за координацију рада служби безбедности. Рад служби је под надзором Народне скупштине, председника Републике, Владе, Савета за националну безбедност и јавности.

### Савет за националну безбедност
Савет за националну безбедност јесте тело Републике Србије које обавља одређене задатке и послове из области националне безбедности.
Савет се стара о националној безбедности тако што: 
- разматра питања из области одбране, унутрашњих послова и рада служби безбедности;
- разматра међусобну сарадњу органа надлежних за одбрану, органа надлежних за унутрашње послове и службе безбедности, те њихову сарадњу са другим надлежним државним органима, као и сарадњу са органима и службама безбедности страних држава и међународних организација;
- предлаже надлежним државним органима мере за унапређење националне безбедности;
- разматра предлоге за унапређење националне безбедности које му упућују органи надлежни за одбрану, органи надлежни за унутрашње послове, службе безбедности и други надлежни државни органи;
- разматра питања из делокруга органа државне управе, аутономних покрајина, општина, градова и града Београда која су значајна за националну безбедност;
- разматра и друга питања која су значајна за националну безбедност.

Савет усмерава и усклађује рад служби безбедности тако што:
разматра обавештајно-безбедносне процене и доноси закључке којима одређује приоритете и начине заштите и усмерава остваривање националних интереса који се спроводе путем обавештајно-безбедносне делатности; 
- доноси закључке у вези с радом служби безбедности и Бироа за координацију;
- доноси закључке којима усмерава и усклађује рад служби безбедности;
- доноси закључке којима усмерава сарадњу служби безбедности са службама безбедности страних држава и међународних организација;
- доноси закључке којима усклађује делатности државних органа које су посвећене међународној сарадњи у области националне безбедности и одбране;
- прати извршавање закључака које је донео;
- даје мишљења о предлозима годишњих и средњорочних планова рада служби безбедности;
- даје мишљења Влади о предлозима буџета служби безбедности и прати реализацију одобрених буџетских средстава;
- даје мишљење Влади о предлогу за постављење и разрешење директора служби безбедности.

Савет се стара о усаглашеној примени прописа и стандарда за заштиту података о личности, као и других прописа којима се штите људска права која могу да буду угрожена разменом информација или другим оперативним радњама. (Члан 5 Закона)

### Чланови Савета су:
- председник Републике;
- председник Владе;
- министар одбране;
- министар унутрашњих послова;
- министар правде;
- начелник Генералштаба Војске Србије;
- директори служби безбедности.

Секретара Савета за националну безбедност именује председник Републике. Секретар се стара о извршавању закључака Савета и обавља друге послове који су одређени пословником и другим актима Савета. (Члан 6 Закона)
Седницу Савета сазива Председник Републике. Предлог дневног реда седнице утврђују Председник републике и председник Владе. Седницом председава Председник Републике, а у случају да је спречен - председник Владе. Закључке и друге акте Савета потписује Председник Републике. Седнице Савета се одржавају према потреби, а најмање једном у три месеца. Председник Републике може, на своју иницијативу или на иницијативу других чланова Савета, позвати на седнице Савета руководиоце других државних органа и институција и друга лица која нису чланови савета.

### Канцеларија Савета за националну безбедност
Канцеларија Савета за националну безбедност јесте служба Владе, која обавља стручне и административне послове за потребе Савета, а нарочито: 
- послове у вези са сазивањем и припремањем седница Савета;
- стручне послове у вези са праћењем спровођења смерница и закључака Савета;
- послове административно-техничке подршке Бироу за координацију;
- чување и стављање на увид члановима Савета извештаја и других аката Савета. (Члан 8 Закона)

### Биро за координацију рада служби безбедности
Закон је из уредбе Владе којом је утврђен Савет за националну безбедност преузео и одредбе које се односе на Биро за координацију рада служби. Биро за координацију оперативно усклађује рад служби безбедности и извршава закључке Савета о питањима из своје надлежности.
Биро за координацију посебно: 
- утврђује задатке који се извршавају оперативним усклађивањем делатности служби безбедности и служби безбедности и других државних органа и с тим у вези координира њихове активности;
- утврђује начин оперативног усклађивања у појединим случајевима;
- оснива мешовите радне групе за оперативне задатке који се извршавају оперативним усклађивањем делатности и утврђује њихове задатке;
- анализира резултате оперативног усклађивања и о томе по потреби извештава Савет, а најмање једном у шест месеци.

Рад Бироа за координацију подробније се уређује Пословником Савета. (Члан 11 Закона)
Биро за координацију чине директори служби безбедности и секретар Савета.
У раду Бироа за координацију могу по позиву да учествују:
- представници Министарства спољних послова;
- директор полиције и начелници управа полиције;
- Републички јавни тужилац;
- директор Управе царина;
- руководиоци других државних органа, организација и институција. (Члан 12 Закона)

У писању овог дела чланка наведене су искључиво одредбе Закона о основама уређења служби безбедности Републике Србије („Службени гласник РС”, број 116/07 и „Службени гласник РС”, број 72/2012) које се односе на рад Канцеларије. За остале надлежности Канцеларије погледати Уредбу о оснивању Канцеларије Савета за националну безбедност („Службени гласник РС”, број 12/09) и Закон о тајности података („Службени гласник РС”, број 104/09).
Биро за координацију представља стручно тело које је неопходно да би се извршавале одлуке Савета за националну безбедност. Од квалитета рада Бироа у великој мери зависи ефикасност и ефективност целокупног националног обавештајно-безбедносног система.

### Надзор над радом служби безбедности
Надзор над радом служби безбедности заснива се на следећим начелима: 
- подређености и одговорности служби безбедности изабраним властима Републике Србије;
- политичке, идеолошке и интересне неутралности служби безбедности;
- обавезе служби безбедности да информишу јавност о извршавању својих задатака, у складу са законом;
- дужности носилаца надзора над радом служби безбедности да обавештавају јавност о резултатима надзора;
- професионалне одговорности и оперативне самосталности припадника служби безбедности у извршавању добијених задатака и одговорности руководилаца служби за рад служби. (Члан 15 Закона)

Закон установљава скупштински, непосредни и јавни надзор над радом служби безбедности. Народна скупштина обавља надзор над радом служби непосредно и преко надлежног Одбора Народне скупштине.
Одбор нарочито: 
- надзире уставност и законитост рада служби безбедности;
- надзире усклађеност рада служби безбедности са стратегијом националне безбедности, стратегијом одбране и безбедносно-обавештајном политиком Републике Србије;
- надзире поштовање политичке, идеолошке и интересне неутралности у раду служби безбедности;
- надзире законитост примене посебних поступака и мера за тајно прикупљање података;
- надзире законитост трошења буџетских и других средстава за рад;
- разматра и усваја извештаје о раду служби безбедности;
- разматра предлоге закона, других прописа и општих аката из надлежности служби безбедности;
- покреће иницијативе и подноси предлоге закона из надлежности служби;
- разматра предлоге, петиције и представке грађана који су упућени Народној скупштини у вези са радом служби безбедности и предлаже мере за њихово решавање и о томе обавештава подносиоца;
- утврђује чињенице о уоченим незаконитостима или неправилностима у раду служби и њихових припадника и о томе доноси закључке;
- извештава Народну скупштину о својим закључцима и предлозима. (Члан 16 Закона)

Позиву за седницу Одбора дужан је да се одазове директор службе безбедности. Ако је директор службе безбедности спречен да присуствује седници Одбора, дужан је да на седницу упути свог заменика, односно овлашћеног представника. Седнице Одбора могу бити затворене за јавност. У том случају, председник Одбора обавештава јавност о раду Одбора, сагласно одлукама донетим на седници Одбора. (Члан 17 Закона)
Директор службе безбедности, најмање једном у току редовног заседања Народне скупштине, подноси Одбору извештај о раду службе (редовни извештај). Директор службе безбедности подноси извештај Одбору и по потреби или на захтев Одбора (ванредни извештај). (Члан 18 Закона)
Директор службе безбедности дужан је, на захтев Одбора, да омогући члановима Одбора приступ у просторије службе, дозволи им увид у документацију, пружи податке и информације о раду службе и одговори на њихова питања у вези са радом службе.
Чланови Одбора не могу од служби безбедности тражити податке о:
- идентитету садашњих и бивших сарадника службе;
- припадницима службе са прикривеним идентитетом;
- трећим лицима којима би откривање тих података могло да штети;
- методима прибављања обавештајних и безбедносних података;
- акцијама које су у току;
- начину примене посебних поступака и мера;
- подацима и информацијама које су прибављене разменом са страним службама и међународним организацијама;
- тајним подацима и информацијама других државних органа у поседу службе. (Члан 19 Закона)

Чланови Одбора и лица која учествују у његовом раду дужни су да штите и чувају поверљиве информације до којих дођу у раду Одбора и после престанка чланства, односно рада у Одбору. Чланови Одбора потписују изјаву о обавези чувања тајне после избора у Одбор, а лица која учествују у раду Одбора - пре почетка ангажовања у Одбору. (Члан 20 Закона)
Службе безбедности обавештавају јавност о свом раду преко органа којима достављају извештаје, на начин којим се не угрожавају права грађана, национална безбедност и други интереси Републике Србије. Службе безбедности могу и непосредно обавештавати јавност о појединим безбедносним појавама и догађајима. (Члан 21 Закона)

## Предлози за побољшање Закона
Потребно је донети нови, свеобухватнији закон о основама уређења служби безбедности. Закон би нарочито требало да уреди следеће области:
1. Управљање службама безбедности
Потребно је увести нове сталне чланове Савета за националну безбедност: председник Народне скупштине, министар спољних послова и директор полиције.
Савет за националну безбедност требало би да подноси редовне годишње извештаје о свом раду Народној скупштини.
Потребно је прописати да секретар Савета за националну безбедност мора да има девет година радног искуства у области безбедности, те да није био члан политичке партије у претходних 5 година и да не може у исто време да буде носилац функције у извршној или било којој другој грани власти.
2. Овлашћења и методе рада служби безбедности
Службама безбедности треба одузети полицијска овлашћења, као и право да прикупљају доказе ради процесуирања кривичних дела пред судовима.
Овлашћења и процедуре за примену посебних мера за тајно прикупљање података требало би уредити јединствено за све службе.
Потребно је уредити начин сарадње и размене података између служби безбедности.
3. Контрола рада служби безбедности
Треба формирати Генерални инспекторат служби безбедности као службу Владе, која би за свој рад била одговорна Влади и Народној скупштини Републике Србије.
Потребно је прописати да Генералног инспектора поставља Влада на период од пет година, уз сагласност Народне скупштине.
Треба предвидети то да Генерални инспектор има девет година искуства у струци, као и да није био члан политичке партије у претходних 5 година. (Ђокић и Петровић, 2017)

### Безбедносно-информативна агенција
Безбедносно-информативна агенција (БИА) формирана је 2002. године, када је ресор државне безбедности издвојен из састава Министарства унутрашњих послова. БИА је формирана као хибридна служба, која у свом саставу има и обавештајну и контраобавештајну (безбедносну) делатност.

#### Послови
Агенција обавља послове који се односе на: 
- заштиту безбедности Републике Србије и откривање и спречавање делатности усмерених на подривање или рушење Уставом утврђеног поретка Републике Србије;
- истраживање, прикупљање, обраду и процену безбедносно-обавештајних података и сазнања од значаја за безбедност Републике Србије и
- информисање надлежних државних органа о тим подацима.

Имајући у виду да је Безбедносно-информативна агенција истовремено безбедносна (контраобавештајна) и обавештајна служба, делокруг њеног рада подразумева следеће послове:
1. контраобавештајне послове, односно прикупљање, анализирање, обраду и оцењивање података о деловању страних обавештајних служби и појединих лица, група и организација на територији Републике Србије усмерених против безбедности Републике Србије;
2. обавештајне послове, односно деловање у иностранству и земљи у циљу прикупљања, анализирања, обраде и оцене података политичке, економске, безбедносне и војне природе, који се односе на стране државе, политичке, војне и економске савезе и организације, које указују на намере и могућности тајног деловања усмереног на угрожавање безбедности Републике Србије;
3. друге послове безбедности: сузбијање делатности усмерених на вршење организованог криминала, кривичних дела са елементима иностраног, унутрашњег и међународног тероризма, као и најтежих облика кривичних дела против човечности и међународног права и против Уставом утврђеног поретка.

#### Организација
Унутрашњу организацију БИА чине:
1. централа службе, коју чине следеће управе:
1) под начелником оперативе - управа за супротстављање страним обавештајним службама, управа за супротстављање тероризму и међународном организованом криминалу, управа за обавештајни рад, управа за технику, управа за аналитику и управа за међународну сарадњу;
2) под начелником за безбедност - управа за безбедносну заштиту и управа за обезбеђење;
3) под начелником логистике - управа за телекомуникације и ИТ, управа за људске ресурсе, управа за одржавање и управа за истраживање, развој и образовање у којој се налази Институт безбедности.
2. регионални центри

#### Мере за прикупљање података и контрола рада БИА
Агенција у обављању послова из своје надлежности примењује одговарајуће оперативне методе, мере и радње, као и одговарајућа оперативно-техничка средства којима се обезбеђује прикупљање података и обавештења ради отклањања и спречавања делатности усмерених ка подривању или рушењу Уставом утврђеног поретка, угрожавању безбедности у земљи и, у вези са тим, предузима друге потребне мере и радње на основу закона и прописа донетих у складу са законом.
Одлуку о примени мера и метода доноси директор Агенције или лице које он овласти.
У обављању послова из свог делокруга, припадници Агенције овлашћени су да од државних и других органа, правних и физичких лица траже и добију обавештења, податке и стручну помоћ од значаја за разјашњавање чињеница везаних за обављање послова из делокруга Агенције.
На пружање помоћи, давање обавештења и података нико не може бити принуђен, а ускраћивање или одбијање помоћи, давања обавештења или података мора бити засновано на законом утврђеним разлозима.
Припадници Агенције, распоређени у посебне организационе јединице у откривању, праћењу, документовању, спречавању, сузбијању и пресецању делатности организација и лица усмерених ка вршењу организованог криминала и кривичних дела са елементом иностраности, унутрашњег и међународног тероризма и најтежих облика кривичних дела против човечности и међународног права и против Уставом утврђеног поретка и безбедности Републике Србије примењују овлашћења, као и овлашћена службена лица МУП-а.
Такође, у циљу извршавања горенаведених послова, припадници Агенције су овлашћени да примењују посебне мере којима се одступа од начела неповредивости тајне писама и других средстава општења. Те мере су: 
- тајни надзор и снимање комуникација без обзира на облик и техничка средства преко којих се обавља или надзор електронске или друге адресе;
- тајни надзор и снимање комуникације на јавним местима и местима којима је приступ ограничен или у просторијама;
- статистички електронски надзор комуникације и информационих система у циљу прибављања података о комуникацији или локацији коришћене мобилне терминалне опреме;
- рачунарско претраживање већ обрађених личних и других података и њихово упоређивање са подацима који су прикупљени применом претходне три мере.

Примену наведених мера одобрава председник Вишег суда у Београду, односно судија Посебног одељења Вишег суда у поступајућем предмету, уместо, као што је то раније било, председник Врховног касационог суда, односно судија тог суда који је одређен да поступа по одређеном предмету. Надлежни суд на основу предлога за примену посебне мере сада подноси наредбу коју је Агенција у обавези да спроведе. У случају одбијања предлога за примену мере директор БИА може поднети жалбу трочланом већу Посебног одељења Апелационог суда, за које је законом одређено да поступа у предметима кривичних дела, а које је у обавези да о томе донесе одлуку 48 сати од пристизања жалбе.Директор Агенције у току примене посебних мера може издати наредбу о проширењу мере и на друго средство комуникације, електронску и другу адресу, уколико припадник, коме је мера одобрена, уочи да одређено лице, група лица или организација користи друго средство комуникације или други простор. У том случају накнадно се подноси предлог за проширење примене посебне мере, а уколико у року од 48 сати поступајући судија Посебног одељења Вишег суда у Београду не одобри проширење мере, материјал прикупљен на тај начин се у присуству судије уништава, уз сачињавање записника о том предмету. (Стајић, (2015), pp. 348–350)
Директор службе безбедности не може тек тако предложити председнику Врховног касационог суда или председнику Вишег суда у Београду примену мере према одређеном лицу, групи лица или организацији, а да пре тога нема јасан и добро припремљен предлог. Не треба заборавити да поред надлежности судске инстанце, у овом случају Врховног касационог суда и Вишег суда у Београду, контрола рада служби безбедности потпада и под парламентарни Одбор за контролу служби безбедности, Савет за националну безбедност, Владу Републике Србије, независне државне институције и цивилни сектор и јавност. Тако да, поред директне надлежности која је намењена судској власти, постоје и други облици прилично испреплетених механизама, који ће, сваки са своје стране, допринети да службе безбедности буду на законит начин контролисане од свих актера демократског друштва. Међусобна координација и рад судских органа и служби безбедности веома је важна ради заштите и безбедности Републике Србије, њеног уставног поретка, те сузбијања и откривања организованог криминала, тероризма, као и кривичних дела против човечности и међународног права. (Лазић, 2015)
Контролу рада над БИА врше надлежни органи према Закону и другим прописима. Најзначајније тело за надзор и контролу рада од стране извршне власти је Савет за националну безбедност. Кад су у питању други механизми контроле и надзора од стране извршне власти, поред директора кога поставља Влада Републике Србије, у механизам унутрашње контроле улази организациона јединица БИА задужена за буџетску и унутрашњу контролу. Поред извршне власти, контролу законитости рада БИА врши и Одбор за контролу служби безбедности Народне скупштине Републике Србије. На челу БИА налази се директор кога поставља и разрешава Влада Републике Србије. Он непосредно руководи радом Агенције, и за свој рад и рад Агенције одговара Влади Републике Србије. Такође, директор је дужан да на захтев Народне скупштине Републике Србије и надлежног одбора Народне скупштине поднесе извештај о раду Агенције и стању безбедности Републике Србије. У циљу сталног праћења законитости рада службе уведене су и функције главног инспектора за унутрашњу контролу и законитост и главног контролора за интерну буџетску контролу. (Кековић, 2009)

#### Проблеми парламентарне контроле рада БИА
У демократски уређеним државама институционализована је контрола субјеката који имају легитимно и легално право употребе силе али и метода којима се задире у права грађана. Постоји више институција које са разних нивоа контролишу службе безбедности, а једна од тих институција, ако не и најважнија, јесте и парламент. Парламент представља фундаменталну институцију сваког демократског друштва, пре свега, због тога што је овлашћен да утврђује, контролише и санкционише политику владе. На парламент се често гледа као на институцију која је мање погодна за спровођење контроле служби безбедности, нарочито у земљама у транзицији. То је због тога што је у неким земљама у транзицији дошло до атрофије контролне и законодавне функције парламента. Често се поставља питање да ли влада управља парламентом или парламент управља владом. Интерес парламентарне већине је да одржи владу на власти, а интерес владе је да службе безбедности спроводе њену обавештајно-безбедносну политику. Уколико би се парламент ,,супротставио“ службама безбедности, он би се фактички супротставио влади. То у пракси не би било могуће зато што влада ,,контролише“ парламентарну већину која је држи у мандату. Због тога се контрола служби безбедности од стране парламента више спроводи ради задовољења форме. Што се тиче законодавне функције, влада је та која преузима иницијативу у погледу иницирања доношења закона тако да је парламенту остало само да прихвати или да амандманима покуша да модификује владине предлоге закона. Процедуре доношења и усвајања закона су релативно дуге. Изузетно јака партијска дисциплина доводи до стављања личних и политичких интереса испред општих државних (националних) интереса. Обим послова у парламенту посланицима онемогућава потпуни увид у све релевантне податке, па се често народни посланици ослањају само на информације које им долазе од владе, а које опет користе информације од служби безбедности, чији рад они треба да контролишу. Као најчешћи проблеми парламентарне контроле Безбедносноинформативне агенције јављају се и питања избора облика контроле, овлашћења контролора, као и фактора који утичу на то да ли ће у парламенту постојати консензус о потреби контроле и да ли ће та контрола бити на адекватан начин спроведена. Често и када постоји консензус око тога да је контрола потребна, не постоји одговарајућа правна регулатива која ће то и омогућити. Са друге стране, ако правна регулатива и постоји, сам поступак контроле се обесмишљава зато што се бројни законски и подзаконски акти не спроводе у пракси. Такође, као проблем јавља се и недовољна стручност и професионалност народних посланика који ту контролу треба да иницирају и спроведу. Недовољно развијена свест о потреби и значају контроле, неопходности чувања тајности података у које је остварен увид, недостатак знања и вештина везаних за рад служби безбедности, често доводе до шаблонски и рутински спровођених поступака контроле. (Радивојевић, 2013)

#### Предлог измене Закона о БИА
Усклађивање са новим-старим Законом о полицији
Крајем августа у Народну скупштину на усвајање по хитном поступку стигао је Предлог закона о изменама и допунама Закона о БИА којим се регулише радно-правни статус припадника агенције. Разлог промена је тај што још увек важећи Закон о БИА ову област не регулише детаљно већ се позива на Закон о полицији: „На права, дужности и одговорности по основу радног односа на припаднике Агенције примењују се прописи који важе за раднике министарства надлежног за унутрашње послове“ (чл. 20 ст. 1). Почетком фебруара 2016. године ступио је на снагу нови Закон о полицији који на доста транспарентнији начин регулише управљање људским ресурсима, што не одговара принципима рада безбедносно-обавештајних служби те се јавила потреба за другачијим регулисањем ове области.
Без могућности утврђивања индивидуалне одговорности?
Члан 1 Предлога измена прописује да Акт о унутрашњем уређењу и систематизацији радних места у БИА доноси директор Агенције, уз претходну сагласност Владе. У ставу 2 детаљно је наведено шта се овим Актом уређује. Међутим, велики недостатак ове одредбе је тај што законописац није јасно навео да Акт мора да уреди ова питања на такав начин да се увек може утврдити индивидуална одговорност у обављању послова. Ову одредбу садржи, на пример, хрватски Закон о сигурносно-обавештајном систему (чл. 67, став 1.).

#### БИА и судови
Члан 20в у ставу 1 прописује да је за стицање радног односа у БИА као и за враћање на рад на основу правноснажне одлуке надлежног органа неопходно да лица прођу безбедносну проверу. Овде је веома спорна чињеница то што су правноснажне одлуке државних органа условљене безбедносним проверама Агенције, чиме се заправо БИА ставља изнад судова. 
Принцип сваког савременог демократског друштва подразумева поделу власти на законодавну, извршну и судску. Ако нема поделе између ове три гране власти и ако нису испуњени услови да судска власт буде независна од законодавне и извршне, то неминовно доводи до непоштовања људских права и слобода, кршења политичких слобода и непостојања владавине права. Независност судства је основни елемент за остваривање уставне парламентарне државе, пре свега као гаранта заштите људских, политичких и мањинских права. Уобичајена је пракса да служба безбедности у демократској држави мора тражити судски налог када жели да изврши надзор и друге истражне поступке против неког лица или групе лица. Тај налог је, обично, прилично конкретан у појединостима у вези са врстом надзора који се одобрава, против кога и колико дуго траје, као и који је законски основ за спровођење. Судови и правосудни органи имају директан утицај на заштиту права појединаца и на спровођење демократске контроле над државним институцијама, а посебно над институцијама извршне власти где спадају и службе безбедности. (Лазић, 2015) 
Безбедносне провере 
У Члану 20в, став 2, предвиђено је да се безбедносна провера врши уз претходну писану сагласност лица, дату путем попуњавања и потписивања упитника о идентификационим подацима, на обрасцу који утврђује директор Агенције. Ова одредба Предлога закона је неуставна јер Устав Републике Србије у члану 42, став 2, прописује да се прикупљање, држање, обрада и коришћење података о личности уређују законом. (Петровић, 2017)

### Војнобезбедносна агенција (ВБА)

#### Историјат
Контраобавештајна делатност је стара колико и сама држава. Са развојем државе долазило је и до њених модификација. С тим у вези, историјат Војнобезбедносне агенције се може поделити на шест периода:
Први период – од 12. новембра 1839. године до 1941. године
Контраобавештајна делатност је тек од краја XVIII века добила посебне организационе облике. Њу су, током развоја државе, обављали цивилни и војни органи у оквиру својих редовних задатака.
Први писмени извори у којима се помињу безбедносни послови у Србији потичу из средњег века, из времена цара Душана. Такав је Душанов законик, први историјски значајан правни документ из ХIV века (из 1349; допуњен 1354. године). Развој савремених безбедносних и обавештајних активности у Европи почео је пре више од два века, а у Србији почетком XIX века, пре и током Првог српског устанка. У то време се јавила свест о потреби да се више сазна о намерама и покретима турских јединица, као и о расположењу међу Турцима, па је почело систематичније прикупљање података неопходних за процену политичке и војне ситуације. Тада су забележени први примери двојних игара, односно преврбовања турских агената.
Први правни акт у коме се на целовит начин дефинишу питања безбедносне заштите војске – Војни закон донет је 12. новембра (31. октобра по јулијанском календару) 1839. године.
Други период – од 1941. године до 13. марта 1946. године
Проглашењем Федеративне Народне Републике Југославије (ФНРЈ), 2. новембра 1945. године, и доношењем Устава ФНРЈ, 31. јануара 1946. године, ОЗНА је реорганизована и од ње је формирана Управа државне безбедности (УДБ), која је до 1952. године имала војну формацију и структуру.
Трећи период – од 13. марта 1946. године до 23. марта 1955. године
Марта 1946. укинут је одсек ОЗНА и од њега формирана контраобавештајна служба (КОС). КОС је оформио своју школу и курсеве за образовање својих кадрова.
Четврти период – од 23. марта 1955. године до 2. јула 2002. године
Контраобавештајна служба је 1955. године преименована у Органе безбедности. Основни задатак Органа безбедности био је да предузимају мере за откривање и спречавање делатности усмерене против безбедности ЈНА и њене борбене готовости, као и за заштиту војне тајне.
Пети период – од 2. јула 2002. године до 1. јануара 2004. године
Године 2002, Органи безбедности су преименовани у Војну службу безбедности, која је измештена из Генералштаба у Министарство одбране.
Шести период – од 1. јануара 2004. године
Према наредби министра одбране, формирана је Војнобезбедносна агенција (ВБА) која је налази у оквиру Министарства одбране, од 29. септембра 2003. године. Сама агенција званично функционише од 1. јануара 2004. године.

#### Послови и задаци ВБА
Војнобезбедносна агенција (ВБА) је надлежна за безбедносну и контраобавештајну заштиту Министарства одбране и Војске Србије у оквиру које обавља безбедносне, контраобавештајне и остале послове, у складу са законима и прописима.
У оквиру општебезбедносних послова, ВБА у Министарству одбране и Војсци Србије: 
- врши процену безбедносних ризика који могу угрозити њихово функционисање;
- планира, организује и контролише безбедносну заштиту снага, објеката и средстава;
- планира, организује и контролише мере безбедности у реализацији задатака, послова и активности;
- примењује и контролише примену мера заштите тајности података;
- врши безбедносне провере;
- издаје безбедносне сертификате (дозволе и одобрења);
- врши послове из области индустријске безбедности;
- врши послове безбедности информационих система и рачунарских мрежа, система веза и криптозаштите;
- учествује у безбедносној заштити других субјеката система одбране;
- обавља друге општебезбедносне послове и задатке. (Члан 6 Закона)

У оквиру контраобавештајних послова и задатака, ВБА:
открива, прати и онемогућава обавештајно деловање, субверзивне и друге активности страних држава, страних организација, група или лица усмерених против Министарства одбране и Војске Србије; 
- открива прати и онемогућава унутрашњи и међународни тероризам, екстремизам и друге облике организованог насиља усмереног против Министарства одбране и Војске Србије;
- открива истражује и документује кривична дела против уставног уређења и безбедности РС, кривична дела против човечности и добара заштићених; међународним правом, кривична дела организованог криминала, кривично дело прања новца, као и кривична дела корупције;
- открива, истражује и прикупља доказе за кривична дела којима се угрожавају тајни подаци и кривична дела против безбедности рачунарских података, прописана Кривичним закоником, законом који уређује тајност података као и другим законима;
- планира, организује и спроводи контраобавештајну заштиту лица, објеката, активности и тајних података Министарства одбране и Војске Србије;
- прикупља, анализира обрађује и процењује контраобавештајне податке из своје надлежности;
- обавља друге послове и задатке из контраобавештајне делатности. (Члан 6 Закона)

#### Прикупљање података
Војнобезбедносна агенција (ВБА) је овлашћена да у оквиру своје надлежности тајно прикупља податке применом посебних поступака и мера када се подаци не могу прикупити на други начин или је њихово прикупљање ризично по живот и здравље људи или имовину. 
Посебни поступци и мере тајног прикупљања података из надлежности ВБА је: 
- Оперативни продор у организације, групе и институције ;
- Тајно прибављање и откуп докумената и предмета;
- Тајни увид у евиденцију података, у складу са законом;
- Тајно праћење и надзор лица на отвореном простору и јавним местима уз коришћење техничких средстава;
- Тајни електронски надзор телекомуникационих и информационих система;
- Тајно снимање и документовање разговора на отвореном и затвореном простору уз коришћење техничких средстава;
- Тајни надзор садржине писама и других средстава комуницирања, укључујући тајни електронски надзор садржаја телекомуникација и информационих система;
- Тајни надзор и снимање унутрашњости објеката, затворених простора и предмета.

Примену наведених посебних мера и поступака уређује министар одбране, на предлог директора Војнобезбедносне агенције, уз мишљење Савета за националну безбедност. Уколико наведени Савет не достави мишљење у року од 30 дана сматраће се да је мишљење потврдно, тј. позитивно. (Члан 12 Закона)

#### Директор
Радом ВБА руководи директор, који за свој рад одговара министру одбране.
Директор ВБА има заменика, који за свој рад одговара директору.
Директора ВБА и његовог заменика поставља и разрешава председник Републике указом на предлог министра одбране, ако се ради о професионалном војном лицу, односно Влада, на предлог министра одбране, у складу са законом којим се уређује положај државних службеника.
Директор ВБА и његов заменик постављају се на период од пет година.
Директор ВБА и његов заменик не могу бити чланови политичке странке, нити обављати другу јавну функцију. 
За директора ВБА и његовог заменика може бити постављено лице које је завршило генералштабно усавршавање и које има најмање девет година радног искуства на обавештајно-безбедносним пословима у систему одбране. (Члан 37 Закона)
Директор ВБА: 
- даје налоге и инструкције за рад органа и припадника Агенције;
- одговара за законито и стручно функционисање Агенције;
- одговара за наменско коришћење финансијских и других средстава;
- предлаже министру одбране план развоја, опремања и годишњи план рада;
- врши избор и одлучује о пријему и престанку рада у Агенцији, у складу са прописаним критеријумима;
- предлаже надлежном органу ослобађање припадника Агенције од обавезе чувања тајне;
- подноси извештај о раду;
- предлаже министру одбране доношење прописа из надлежности агенције;
- обавља и друге послове и задатке утврђене законом и подзаконским актима. (Члан 38 Закона)

### Војнообавештајна агенција (ВОА)
Војнообавештајна агенција (ВОА) је део безбедносно-обавештајног система, као функционално обједињеног подсистема националне безбедности Републике Србије

#### Историјат
Историјат Војнообавештајне агенције можемо, начелно, поделити у три целине:
1) историјат развоја ВОС пре Првог светског рата, што представља почетке стварања службе на нашим просторима;
2) историјат развоја између два светска рата, када се служба институционализује и
3) историјат ВОС после Другог светског рата до данашњих дана.
На основу члана 24. Закона о Војсци Србије одређено је да се Дан Војнообавештајне агенције обележава 5. марта. Одлука је објављена у Службеном војном листу 27. јула 2015. године.

#### Послови и задаци ВОА
У оквиру своје надлежности ВОА: 
- прикупља и проверава податке и информације, обрађује их, анализира, процењује и доставља надлежним органима;
- сарађује и размењује информације и податке са службама, организацијама и институцијама Републике Србије које се баве безбедносно-обавештајним пословима као и са службама других земаља и организација у складу са безбедносном политиком;
- чува прикупљене податке и информације у складу са законом, подзаконским актима и штити их од неовлашћеног откривања,давања, коришћења;
- планира, организује и спроводи безбедносну заштиту својих активности, лица, објеката и докумената;
- штити опрему и средства која се користе у раду од неовлашћеног приступа;
- прибавља, развија и контролише информационе системе, системе веза и системе за пренос података, као и средства за заштиту информација;
- организује обуку припадника ВОА, организује специјализоване курсеве, врши истраживања, формира архиве и објављује сопствена издања;
- спроводи унутрашњу контролу рада припадника ВОА;
- планира, опрема и врши набавку ствари за своје потребе;
- обавља остале послове из своје надлежности. (Члан 25 Закона)

Прикупљање података
ВОА је у оквиру својих надлежности овлашћена да прикупља податке: 
- из јавних извора;
- од физичких и правних лица;
- разменом података са другим службама безбедности;
- применом посебних поступака и мера.

Посебни поступци и мере за тајно прикупљање података су:
- тајна сарадња са физичким и правним лицима ради прикупљања података и информација за које је ВОА надлежна;
- тајно прибављање и откуп докумената и предмета;
- оперативни продор у организације, институције и групе;
- преузимање мера на прикривању идентитета и својине;
- оснивање правних лица и уређење њиховог рада на начин који их не доводи у везу са ВОА;
- прикривено коришћење имовине и услуга физичких и правних лица уз накнаду;
- коришћење посебних докумената и средстава којима се штити ВОА, њени припадници, просторије и средства.

Примену посебних мера и поступака уређује министар одбране, на предлог директора Војнобезбедносне агенције (ВОА), уз претходно мишљење Савета за националну безбедност. Уколико се мишљење не достави у року од 30 дана од дана пријема поднетог захтева, сматраће се да је мишљење позитивно. (Члан 27 Закона)

#### Директор
Радом ВОА руководи директор, који за свој рад одговара министру одбране.
Директор ВОА има заменика, који за свој рад одговара директору.
Директора ВОА и његовог заменика поставља и разрешава председник Републике указом на предлог министра одбране, ако се ради о професионалном војном лицу, односно Влада, на предлог министра одбране, у складу са законом којим се уређује положај државних службеника.
Директор ВОА и његов заменик постављају се на период од пет година.
Директор ВОА и његов заменик не могу бити чланови политичке странке, нити обављати другу јавну функцију.
За директора ВОА и његовог заменика може бити постављено лице које је завршило генералштабно усавршавање и које има најмање девет година радног искуства на обавештајно-безбедносним пословима у систему одбране. (Члан 37 Закона)
Директор ВОА: 
- даје налоге и инструкције за рад органа и припадника Агенције;
- одговара за законито и стручно функционисање Агенције;
- одговара за наменско коришћење финансијских и других средстава;
- предлаже министру одбране план развоја, опремања и годишњи план рада;
- врши избор и одлучује о пријему и престанку рада у Агенцији, у складу са прописаним критеријумима;
- предлаже надлежном органу ослобађање припадника Агенције од обавезе чувања тајне;
- подноси извештај о раду;
- предлаже министру одбране доношење прописа из надлежности агенције;
- обавља и друге послове и задатке утврђене законом и подзаконским актима. (Члан 38 Закона)

#### Коментари на актуелни Закон о ВБА и ВОА
Поједини запослени у војним службама безбедности у протеклих двадесет година ретко су позивани на одговорност. Прекорачење надлежности и повезаност са криминалним организацијама пратиле су рад виновника афера које су привлачиле значајну пажњу јавности.
Проблем контроле актуелизован је нацртом Закона о ВОА и ВБА. Разлоге због којих је контрола и одговорност ових служби забрањена тема, треба тражити и у природи посла којим се баве. Због принципа тајности на основу којег све службе безбедности у свету раде, веома је тешко контролисати њихов рад. Део разлога ваља тражити и у томе што припадници служби поседују доста тајних информација, те знају ко има „путера на глави“. То помаже да се они који би требало да покрену процесе од тога устручавају.
Закон о ВБА и ВОА уређује унутрашњу контролу, односно контролу служби од стране извршне власти. Главни орган је Генерални инспектор ког поставља Влада на период од пет година, а на предлог министра одбране коме је и одговоран.
Да би Генерални инспектор могао ефективно да испуни све задатке, неопходно је да има могућност потпуног увида у извештаје и документа агенција, да има право да обавља разговоре са челницима и службеницима безбедносно-обавештајних служби, те да су агенције дужне да омогуће поменуте поступке и радње контроле.
Међутим, Нацртом закона овако нешто није предвиђено. У Нацрту закона се додуше каже да „начин вршења унутрашње контроле ВБА и ВОА, као и друга питања од значаја за рад генералног инспектора прописује министар одбране”. Међутим, највећи проблем представља примена закона. Ни припадници опозиције не користе механизме контроле служби како би нападали власт, већ се тим проблемима баве на естрадни начин. (Петровић, 2009)

### Законски прописи коришћени при писању чланка
- Закон о Безбедносно-информативној агенцији („Службени гласник РС”)
- Закон о Војнобезбедносној агенцији и Војнообавештајној агенцији („Службени гласник РС”, број 88/09)
- Закон о основама уређења служби безбедности Републике Србије („Службени гласник РС”, број 116/07 и „Службени гласник РС”, број 72/2012)